# إيمي رودولف
إيمي رودولف (بالإنجليزية: Amy Rudolph)‏ هي منافسة ألعاب القوى أمريكية، ولدت في 18 سبتمبر 1973 في ريدجواي في الولايات المتحدة.

## وصلات خارجية
- إيمي رودولف على موقع الاتحاد الدولي لألعاب القوى (الإنجليزية)
- إيمي رودولف على موقع اللجنة الأولمبية الدولية (الإنجليزية)
- إيمي رودولف على موقع أوليمبيديا (الإنجليزية)
- إيمي رودولف على موقع اللجنة الأولمبية والبارالمبية الأمريكية (الإنجليزية)